# Patrick de Friberg
Œuvres principales
- Le Dossier Déïsis, (2009)
- Momentum (2011)[1].

Patrick de Friberg est un écrivain français ayant vécu au Canada, auteur de romans d'espionnage.

## Biographie
Patrick Imbert de Friberg est né à Savigny-sur-Orge (Seine-et-Oise), le 6 février 1964.
Selon son éditeur canadien les éditions Goélette, Montréal, après s'être engagé dans l'armée française à 18 ans, il est présent dans les milieux financiers des pays d'Europe de l'Est depuis la fin des années 1980. Il travaille dans les années 2000 auprès du trafiquant d'armes Robert Montoya,.
Il a écrit des romans sous le pseudonymes de Mornevert (la traduction française du fri berg suédois, « la montagne libre ») jusqu'en 2007. Il revient en 2009 sous le nom de Patrick de Friberg.
Il est finaliste du prix du premier roman de Draveil.
Franco-canadien, il a vécu dans une petite ville au bord du fleuve Saint-Laurent, Château-Richer avant de revenir en France à Chenonceaux.
Il s'inscrit dans la nouvelle vague des auteurs de thriller "français", issus des milieux de la Défense, qui se veulent porteurs de messages originaux face à l'influence des écrivains anglo-saxons du genre (Percy Kemp, Bruno Delamotte, Yves Bonnet, Jean-Marie Albert…).
Il également membre du Cercle littéraire Caron, Grand Prix 2011, (créé par l'écrivain Percy Kemp et Véronique Anger en 2002).
Il est marié à la journaliste-auteure-éditrice Véronique Anger.

## Distinctions honorifiques
- Chevalier des arts et des lettres en juillet 2015[7]
- Officier de l'Ordre des arts et lettres en 2020[8]

## Œuvres
Sous le nom de Mornevert :
- Isabelle (roman), Jacques-Marie Laffont, 1990
- Passerelle Bankovski (roman d'espionnage), Jacques-Marie Laffont, 2004 (ISBN 2-8492-8098-4)
- Homo Futuris (roman d'anticipation), Des Idées et des Hommes, 2007 (ISBN 2-35369-011-4)
- eXogènes (thriller écologique), Des Idées et des Hommes, 2007 (ISBN 2-35369-030-0)

Sous le nom de Patrick de Friberg :
- Le Dossier Déïsis (thriller écologique), Le Castor Astral, juin 2009 (ISBN 2-8592-0795-3)
- Le Représentant (novella d'espionnage), Revue Alibis/Alire, avril 2010 (ISBN 978-2-8961-5913-0)
- Momentum (roman d'espionnage), Goélette éditions, Montréal, avril 2011 (ISBN 978-2-89638-909-4)
- Homo futuris 2 (roman d'anticipation), Publie.net, collection e-styx, juin 2011 (ISBN 978-2-8145-0475-2)
- Tsunami (roman d'anticipation), Publie.net, collection e-styx, juillet 2011 (ISBN 978-2-8145-0485-1)
- Les auteurs du Noir face à la différence (collectif, polar), éditions Jigal, février 2012 (ISBN 978-2-914704-85-4)
- Genetik Corp. (thriller écologique), VLB éditeur, Montréal, février 2012 (ISBN 978-2-8964-9388-3)
- Dossier Kristina (roman d'espionnage), Publie.net, collection Publie.noir, avril 2012 (ISBN 978-2-8145-0637-4)
- La Dernière Peste (thriller écologique), Publie.net, collection Publie.noir, octobre 2012 (ISBN 978-2-8145-0673-2)
- Le Dossier Rodina (roman d'espionnage), Nouveau Monde, avril 2015 (ISBN 978-2-3694-2154-2)
- Monsieur Jour : une enquête de François Carignac, Nouveau Monde, 2015 (ISBN 978-2-3694-2227-3)
- Nous étions une frontière, French Pulp Éditions, février 2017 (ISBN 979-102510235-0)
- Les Illégaux, French Pulp Éditions, 2017 (ISBN 979-102510231-2)
- Le Codex des espions, French Pulp Éditions, 2018 (ISBN 979-1025104026)
- La doctrine Guerrassimov, Les éditions Changer d'Ere, 2021 (ISBN 979-1096140-01-5)
- Complots toxiques, Code9, janvier 2023 (ISBN 978-2379390746)
- Le Protocole de l’extinction, Hashtag, #Noir, Montréal, février 2023 (ISBN 978-2924936429)

Comme traducteur de John Barnett (série la Véritable Histoire de l'Amérique des sixties) :
- Castro : La véritable histoire de la Guerre froide (polar humoristique), Les éditions Changer d’Ère, avril 2023 (ISBN 979-1096140060)
- Roswell : la véritable histoire de l'assureur galactique (polar humoristique), Les éditions Changer d’Ère, avril 2023 (ISBN 979-1096140053)
- Marilyn est vivante ! La véritable histoire de l'assassinat de Marilyn Monroe (polar humoristique), Les éditions Changer d’Ère, avril 2023 (ISBN 979-1096140190)
- La véritable histoire du premier pas sur la lune (polar humoristique), Les éditions Changer d’Ère, avril 2023 (ISBN 979-1096140077)
- J.F.K est vivant ! : La véritable histoire de l'assassinat de J.F.K (polar humoristique), Les éditions Changer d’Ère, avril 2023 (ISBN 979-1096140114)